# Культура Індепенденс ІІ

Терени поширення культур Індепенденс I і II в районі Індепенденс-фіорду

Культура Індепенденс ІІ — археологічна культура палеоескімосів на півночі і північному сході Гренландії в районі навколо фіорду Індепенденс, приблизно в тих же районах Гренландії, як культура Індепенденс I, яка вимерла за шість століть до виникнення Індепенденс II. Існувала в VIII - II ст. до Р. Х. Виділено археологами як самостійна в 1956 р раніше вважалася продовженням культури Індепенденс I.
Вважається, що культура Індепенденс II належала носіям археологічних культур — попередникам культури Дорсет. На відміну від Індепенденс ІІ, на півдні, носії культури Дорсет ще існували не менше 800 років. Носії культури переселилися в Гренландію через північні острови Канадського Арктичного архіпелагу і використовували ідентичні знаряддя праці. На півночі Гренландії поселення розташовувалися біля озер і в глибині фіордів. На сході — у зовнішній частині фіордів і на малих островах. Носії Індепенденс II жили невеликими групами до 20 - 40 осіб в округлих хатинах обтягнутих шкірою з вогнищем посередині. Полювали на сухопутних і морських тварин, займалися рибальством. Більшість знайдених знарядь праці виготовлені з кістки і деревини, однак зустрічаються кремнієві мікроліти.
Поселення Індепенденс II розташовані на півночі Гренландії та у центрі землі Пірі. Там, за підрахунками, населення Індепенденс II було не більше чотирьох-шести сімей, і тому вона мала контактувати з людьми острова Елсмір в Канаді або з людьми північно-східної Гренландії.
Археологічні знахідки, пов'язані з обома культурами фіорду, зробив данський дослідник Ейгіль Кнут